# Хвърчило
Хвърчило е малък летателен апарат, който се контролира от земята с връв. Хвърчилото се издига когато въздушното налягане отгоре стане по-малко от това отдолу. Силата, която се създава от разликата между подемната сила, съпротивлението на въздуха и опъването на връвта издига хвърчилото във въздуха. За целта е необходим вятър. Хвърчилата обикновено са по-тежки от въздуха, но съществува и специален вид, които са по-леки.

## Кратка история
Първите хвърчила са направени преди 2800 години в Китай и са направени от дърво, като за основа се ползва бамбук. Втората неделя на месец октомври е обявена за Международен ден на хвърчилата и любители от цял свят се събират за да издигнат своите любими хвърчила във въздуха.